# شفيقة القبطية
شفيقة القبطية (القاهرة 1851 - 1926)، راقصة مصرية، اشتهرت في القرن التاسع عشر.

## حياتها
عرفت بالتزامها الديني وترددها على كنيسة سانت تريزا بحي شبرا بمدينة القاهرة؛ وذلك كان في بداية حياتها، حتى أدركت أنها تتقن فن الرقص الشرقي في أحد الأفراح، فاستطاعت الهرب من بيت أهلها في عُمر 12 عاماً لتحترف هذه المهنة. أصبحت إحدى أشهر راقصات مصر.
افتتحت شفيقة صالة للرقص خاصة بها بشارع عماد الدين بالقاهرة ليكون روادها من كبار الشخصيات والسياسيين. وبلغ شهرتها بأن تكريهما في أحد معارض باريس بفرنسا.
هاجرت بعض الوقت إلى تونس بعد أن باعت صالتها الخاصة وأدمنت الخمور والمخدرات ولعب القمار حتى مرضت وفقدت ثروتها، وعادت في آخر حياتها إلى مسقط رأسها بحي شبرا بالقاهرة فقيرة ومريضة حتى توفيت عام 1926.